# 두도
두도(頭島)는 부산광역시 서구에 속한 섬으로, 1972년에 자연공원으로 지정된 곳이다.
암남반도의 암남공원에서 서남쪽으로 500m 떨어진 섬으로 대부분이 중생대 백악기 경상 누층군의 다대포층에 해당하는 퇴적암 바위로 구성되어 있으며 넓이는 19,080m2이다. 동백나무, 해송 등이 자생하고 있으며, 바닷새, 특히 갈매기가 많아 갈매기의 천국이라고도 불린다.
이 섬은 육지와 가까워 낚시꾼들이 즐겨 찾는 곳이기도 하며, 무인등대가 설치되어 항해하는 선박의 길잡이가 되고 있다.

## 같이 보기
- 부산광역시의 지질